# HD 99109 b
HD 99109 b (Perwana) – planeta pozasłoneczna typu gazowy olbrzym okrążająca gwiazdę HD 99109 (Shama). Jej masa stanowi co najmniej połowę masy Jowisza. Została odkryta w 2006 roku.

## Nazwa
Planeta ma nazwę własną Perwana, która w języku urdu oznacza „ćmę” i symbolizuje wieczną miłość obiektu krążącego wokół źródła światła (lampki). Nazwa została wyłoniona w konkursie zorganizowanym w 2019 roku przez Międzynarodową Unię Astronomiczną w ramach stulecia istnienia organizacji. Uczestnicy z Pakistanu mogli wybrać nazwę dla tej planety. Spośród nadesłanych propozycji zwyciężyła nazwa Perwana dla planety i Shama („lampka”) dla gwiazdy.